# كونتية مونتي سانتانجلو
كونتية مونتي سانتانجلو أو جارجانو كانت كونتية نورمانية كبيرة في جنوب إيطاليا، وتغطي شبه جزيرة جارجانو وأغلبية مقاطعة فودجا اللاحقة. كانت مقعد حكمها في مونتي سانتانجلو.